# Bruna Olly
Bruna Olly, nome artístico de Bruna Gomes de Oliveira (Vila Velha, 17 de junho de 1990) é uma cantora brasileira, capixaba.

## Vida
Nascida em Vila Velha, Espírito Santo. Começou a sua carreira aos treze anos de idade e em toda a sua carreira lançou seis álbuns solo.
Em 2009, após a notoriedade do álbum Mais Perto de Deus (2008), foi indicada como revelação no Troféu Talento e, mais tarde, em 2011, na categoria de Melhor Cantora no Troféu Promessas.
Em dezembro de 2016, lançou o álbum Deus Faz Além, com produção musical de Dedy Coutinho e Hananiel Eduardo. O disco trouxe, também, participação do cantor Anderson Freire em uma das faixas.[carece de fontes?]

## Discografia

### Álbuns de Estúdio
| Ano  | CD                                  | Vendas | Certificação |
| ---- | ----------------------------------- | ------ | ------------ |
| 2004 | Abrigo                              | —      | —            |
| 2006 | Te Adorar                           | —      | —            |
| 2008 | Mais Perto de Deus                  | 80 000 | Ouro         |
| 2011 | Feliz para Sempre                   | 50 000 | Ouro         |
| 2014 | Minhas Canções na Voz de Bruna Olly | 40 000 | Ouro         |
| 2016 | Deus Faz Além                       | 50 000 | Ouro         |

### Extended Plays
| Ano  | EP     |
| ---- | ------ |
| 2019 | Abrigo |